# Cantó de Beaumont-sur-Oise
El cantó de Beaumont-sur-Oise és un antic cantó francès del departament de Val-d'Oise, que estava situat al districte de Pontoise. Comptava amb 8 municipis i el cap era Beaumont-sur-Oise.
Al 2015 va desaparèixer i el seu territori va passar a formar part del cantó de L'Isle-Adam.

## Municipis
- Beaumont-sur-Oise
- Bernes-sur-Oise
- Bruyères-sur-Oise
- Champagne-sur-Oise
- Mours
- Nointel
- Persan
- Ronquerolles

## Història
| Data d'elecció                           | Identitat         | Partit                    | Qualitat |
| ---------------------------------------- | ----------------- | ------------------------- | -------- |
| 1967-1973                                | René Allombert    | SFIO, després PS          |          |
| 1973-1992                                | Robert Lebastard  | PCF                       |          |
| 1992-2004                                | Fabrice Millereau | GE, després divers gauche |          |
| 2004-                                    | Arnaud Bazin      | Divers droite             |          |
| les dades anteriors no són pas conegudes |                   |                           |          |
|                                          |                   |                           |          |